# Маунт-Гей-Шамрок (Західна Вірджинія)
Маунт-Гей-Шамрок (англ. Mount Gay-Shamrock) — переписна місцевість (CDP) в США, в окрузі Лоґан штату Західна Вірджинія. Населення — 1430 осіб (2020).

## Географія
Маунт-Гей-Шамрок розташований за координатами 37°51′3″ пн. ш. 82°1′23″ зх. д. / 37.85083° пн. ш. 82.02306° зх. д. (37.850933, -82.023020).  За даними Бюро перепису населення США в 2010 році переписна місцевість мала площу 19,58 км², з яких 19,55 км² — суходіл та 0,03 км² — водойми.

## Демографія
Згідно з переписом 2010 року, у переписній місцевості мешкало 1779 осіб у 751 домогосподарстві у складі 492 родин. Густота населення становила 91 особа/км².  Було 858 помешкань (44/км²).
Расовий склад населення:
| - 92,4 % — білих - 6,7 % — чорних або афроамериканців - 0,2 % — корінних американців - 0,1 % — азіатів |

До двох чи більше рас належало 0,6 %. Частка іспаномовних становила 1,2 % від усіх жителів.
За віковим діапазоном населення розподілялося таким чином: 19,1 % — особи молодші 18 років, 66,3 % — особи у віці 18—64 років, 14,6 % — особи у віці 65 років та старші. Медіана віку мешканця становила 42,4 року. На 100 осіб жіночої статі у переписній місцевості припадало 95,1 чоловіків;  на 100 жінок у віці від 18 років та старших — 92,3 чоловіків також старших 18 років.
Середній дохід на одне домашнє господарство  становив 46 207 доларів США (медіана — 37 581), а середній дохід на одну сім'ю — 51 580 доларів (медіана — 39 516). Медіана доходів становила 39 032 долари для чоловіків та 26 058 доларів для жінок. За межею бідності перебувало 12,9 % осіб, у тому числі 0,0 % дітей у віці до 18 років та 11,3 % осіб у віці 65 років та старших.
Цивільне працевлаштоване населення становило 448 осіб. Основні галузі зайнятості: сільське господарство, лісництво, риболовля — 27,5 %, будівництво — 12,3 %, виробництво — 12,1 %.